# اولاف میلند-اسمیت
اولاف میلند-اسمیت (انگلیسی: Olaf Meyland-Smith; ۲۳ ژوئیهٔ ۱۸۸۲ – ۲۶ نوامبر ۱۹۲۴) دوچرخه‌سوار اهل دانمارک بود.